# Isabella Colbran
Isabella Colbran, de son nom complet Ysabél Valdomera Angela Colbran Ortolá Rossini, née le 28 février 1784 à Madrid et morte le 7 octobre 1845 à Castenaso, est une cantatrice (mezzo-soprano) et compositrice espagnole qui a passé une grande partie de sa carrière à Milan.
Surnommée le rossignol noir, la prima donna du Théâtre San Carlo de Naples a longtemps été considérée comme l'unes des chanteuses d'opéra les plus talentueuses de son temps.

## Biographie
Ysabél Valdomera Angela Colbran Ortolá est née le 28 février 1784 à Madrid. Elle est la fille de Juan Antonio Colbran, musicien (trompettiste[réf. nécessaire], violoniste et compositeur) de la Chapelle Royale à la cour de Madrid depuis 1793. Quoique né à Nava del Rey en 1751, celui-ci a des origines françaises et italiennes. Même si le nom de famille Colbran est parfois orthographié avec un d (Colbrand), la première orthographe domine. Le nom s'agit d'une déclinaison du saxon Kolbrandr.
La mère d'Isabella, Josefa Ortolá, est originaire d'Estrémadure. On sait peu de choses sur elle et il est supposé qu'elle soit décédée peu d'années après la naissance d'Isabella.
Dès l'âge de 6 ans, Isabella commence à se former auprès de musiciens espagnols de renom tels que Francesco Pareja, Carlos Marinelli, et Girolamo Crescentini. A ses 14 ans, elle compose et publie un recueil d'airs pour la première fois.

### Carrière d'Opéra (1801-1824)
Le roi Charles VI d'Espagne ayant rendu difficile la production d'opéras dans d'autres langues que l'espagnol, le père d'Isabelle comprend que la carrière de sa fille passe par l'étranger. Grâce à une bourse offerte par la Reine Marie Louise d'Espagne, Isabella part accompagné de son père, qui sacrifie sa propre carrière de musicien, pour la France en 1801,. En 1804, elle se produit à Paris pour la première fois lors d'un concert organisé par le violoniste Pierre Rode. Dès 1806, elle fait ses débuts à Madrid.
Puis, père et fille s'installent en Italie. Commence alors une carrière italienne fulgurante pour la Colbran. En 1806, Isabella est la première femme à être admise à l'Académie Philarmonique de Bologne. Un an plus tard, elle demeure dans la ville durant 15 jours en tant qu'invitée du Baron Cappelletti, chargé d'affaires du Roi d'Espagne, pour donner 3 concerts à succès. Le journal Il Redattore del Reno fait son éloge :
"Elle possède l'art céleste de chanter à un degré sublime. [...] L'organe de sa voix est assurément un enchantement par sa douceur et sa prodigieuse étendue de registres, car du sol grave au mi soprano, c'est-à-dire sur presque trois octaves, elle se fait entendre avec une progression toujours égale en douceur et en énergie... La technique et le style de son chant sont parfaits." 
En 1808, elle se produit à La Scala de Milan en interprétant le rôle de Volunna lors de la première de l'opéra Coriolano de Nicolini. En 1809, la Colbran retourne à Bologne pour jouer dans Traiano in Dacia de Nicolini ainsi que dans Artemisia de Cimarosa au Théâtre communal. La Colbran y chante aux côtés du célèbre castrat Giovanni Battista Velluti. Elle poursuit sa tournée dans les grandes capitales italiennes, Venise, Milan, Brescia et Turin, pour jouer dans Ifigenia in Aulide de Federici ainsi que dans Orcamo de Lavigna.
Arrivée à Rome en 1810, elle fait la première d'Alzira de Manfroce au Teatro Valle et se produit aussi au Teatro Argentina.

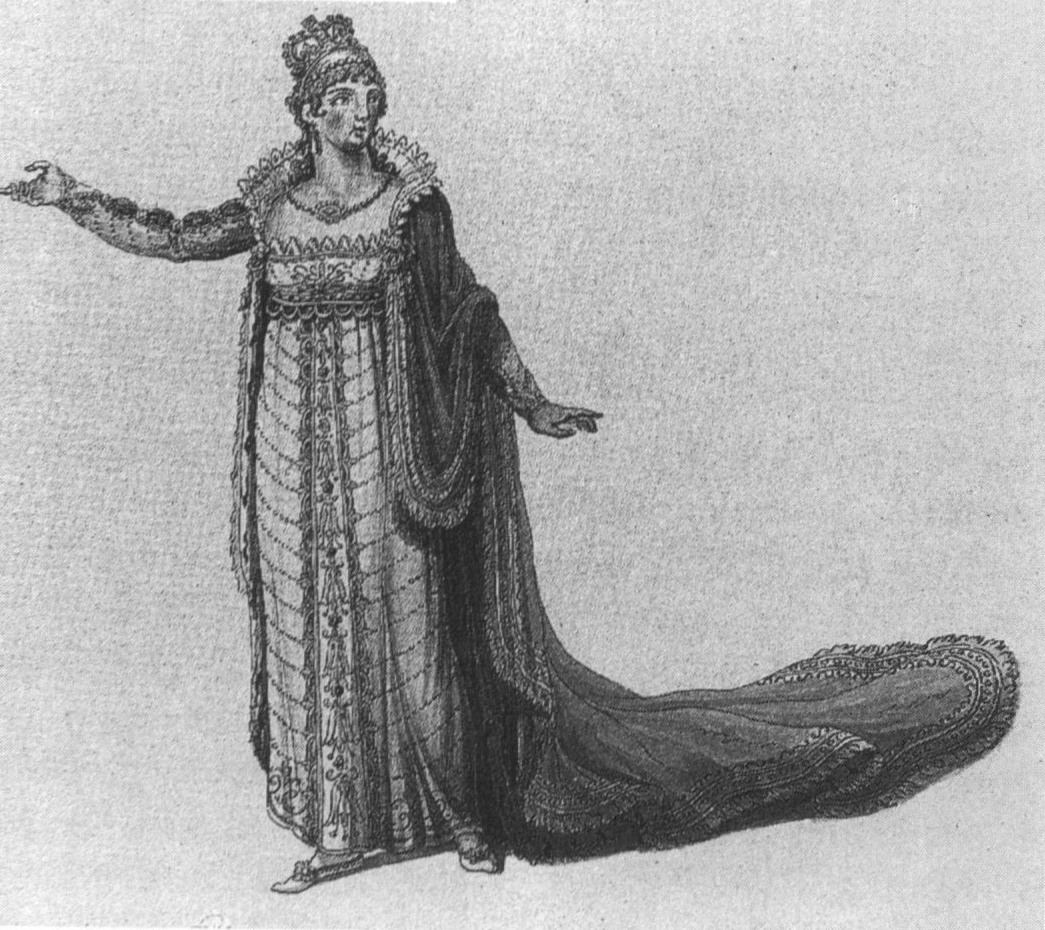
Isabella Colbran interprétant son premier rôle de Rossini dans l'opéra Elisabetta regina d'Inghilterra.

En 1811, la Colbran arrive à Naples, où elle se produit dans La Nina o sia La pazza per amore de Paisiello au Teatro del Fondo. Puis, elle chante au Palais Royal devant Joaquim Murat et son épouse. Au Teatro San Carlo, lieu emblématique de la carrière de la Colbran, elle se produit pour la première fois lors d'une représentation de L'oracolo di Delfo de Raimondi.
Grâce à ses contacts avec la famille Bonaparte, la Colbran est engagée par l'impresario Domenico Barbaja, dont elle est la maîtresse pendant un an, pour être la prima donna assoluta officielle du Théâtre San Carlo de Naples de 1811 à 1822. A cette époque, de grandes figures de l'art lyrique chantent au théâtre tels que Andrea Nozzari, Giovanni David, Guiseppe Siboni et Manuel García. Durant ces années, la Colbran participe à de nombreuses premières d'opéra dont il possible d'en citer quelques unes: Medea in Corinto (1813) de Simon Mayr dans lequel elle interprète la première du rôle principal pour la première fois,, La Vestal (1813) de Spontini dans le rôle de Guilia, Il califfo di Bagdad (1813) et La donzella di Raab (1814) de Manuel García, Gabriella di Vergy (1817) de Michele Carafa, Boadicea (1818) de Francesco Morlacchi et L'apoteosi d'Ercole (1819) de Saverio Mercadante.
C'est sûrement durant sa liaison avec Domenico Barbaja, propriétaire d'une multitude de salons de jeux dans le nord de l’Italie que Isabella Colbran développe un goût pour les jeux d'argent.

### Relation avec Rossini

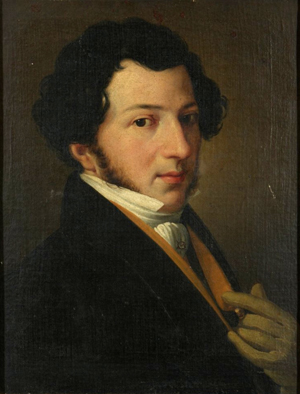
Gioachimo Rossini (1792-1868), l'époux d'Isabella Colbran à l'époque où les deux se rencontrent (1815).

Rossini arrive à Naples en 1815. Isabella Colbran devient l'interprète et muse principale du compositeur. Ils commencent une liaison dès 1818. A cette époque, Isabella Colbran est aussi la maîtresse du Prince Ludwik Jabłonowski (1784-1864) ainsi que toujours celle de Domenico Barbaja.
Ainsi, elle crée successivement onze rôles rossiniens. Le premier rôle s'agit de celui de la Reine Elizabeth dans l'opéra Elisabetta Regina d'Inghilterra (1815). La Colbran y met toute son expérience antérieure des rôles royaux dans l’interprétation de la monarque anglaise. Son jeu dramatique combiné à la musique fait une impression inoubliable sur le public. La robe portée par Isabella lors de la représentation est une copie exacte d'un habit ayant appartenu à Elizabeth Ire. Pour l'occassion, des dessinateurs anglais illustrèrent ses tenues.
Ensuite elle créé les rôles principaux féminins dans Le nozze di Teti e Peleo (1816), Otello (1816), Armida (1817), Ricciardo e Zoraïde (1818), Mosè in Egitto (1818), Ermione (1819), La donna del lago (1819) Maometto II (1820), Zelmira (1822).
A la mort du père d'Isabella Colbran à l'âge de 69 ans, la chanteuse devient propriétaire d'une villa à Castenaso achetée au Collège d'Espagne en 1812. Touché par le chagrin de sa maîtresse, Rossini commande un monument funéraire au sculpteur Adam Talodini où furent enterrés par la suite ses deux parents à lui.
Immédiatement après l'insuccès de l'opéra Zelmire (1822), les noces entre les deux amants sont célébrées dans le plus grand secret le 16 mars 1822 dans le sanctuaire de la Madonna del Pilar (XVIIe siècle) dans les environs de la villa de la Colbran à Castenaso. Seuls Luigi Cacciari, un employé de la famille Rossini, et Francesco Fernandes, le serviteur personnel d’Isabella, sont présents. La loi de l'époque fait en sorte que la totalité des biens de la Colbran revient à Rossini. La dot de la chanteuse était de 20 000 livres de rente.
Cette saison-là, Domenico Barbaja décide d'amener la compagnie d’opéra de Naples à Vienne. Les jeunes mariés s'y rendent ensemble, où un grand succès les attends.
La carrière d'Isabella la conduit à Londres, mais boudée par le public, elle juge sage de mettre fin à sa carrière dès 1823. Peu de temps après, le couple déménage à Paris, Boulevard Montmartre, pour revenir à Castenaso en septembre 1829. En raison de problèmes de santé causés par la gonorrhée, transmis par son mari, Isabella cesse ses voyages et s'installe définitivement à Bologne sous la tutelle administrative de son beau-père alors que Rossini repart pour Paris. Après la mort de la mère de Rossini en 1827, leur union se dégrade de plus en plus dès que Rossini développe une psychose maniaco-dépressive.
En 1834, Gioachimo rencontre la parisienne Olympe Pélissier, courtisane, qui devient sa maitresse. De retour à Bologne avec celle-ci, Isabella Colbran se comporte sans amertume avec Pélissier. Elles sont même amies, du moins en apparence.
Le couple Colbran-Rossini divorce officiellement en 1837.

### Critiques
Au début de sa carrière au Théâtre San Carlo, Stendhal, en voyage en Italie, lui réserve un portrait flatteur: "Une beauté de premier ordre, avec de grands traits qui sont magnifiques sur la scène, une stature majestueuse, des yeux ardents comme ceux d’une femme circassienne, une épaisse crinière de cheveux plus noirs que la poix, et un don inné pour le jeu tragique. Dès qu’elle apparut sur la scène le front orné d’un diadème royal, elle suscita un respect inconscient, même de la part de ceux avec qui elle avait eu une conversation intime dans le foyer du théâtre quelques minutes auparavant."
Plus tard, Stendha aime souligner le contraste entre l'allure d'Isabella en ville et sa prestance sur scène. En 1822, sous la signature de Pizzo Falcone, il critique farouchement le déclin vocal de la mezzo-soprano dans le journal The Monthly Review: "Nous, qui depuis 1816, devions entendre madame Colbran-Rossini qui chante faux sept fois sur dix; et pourtant comme elle était sous la protection de Barbaja qui était le favori du Roi, nous étions obligés de dévorer notre horreur en silence. Bien souvent, nous aurions donné une de nos oreilles (et celles-ci sont peut-être ce que nous estimons de plus précieux en nous) pour un franc-sifflet."
Deux ans plus tard, dans la Vie de Rossini, il décrit la fin de carrière de la Colbran: "On attendait les premières mesures de l'air de mademoiselle Colbran; voyait-on qu'elle eût pris le parti de chanter faux, on prenait aussi le sien, et l'on faisait la conversation, ou l'on allait au café prendre une glace. Au bout de quelques mois, le public ennuyé de ces promenades, avoua tout haut que la pauvre Colbran avait vieilli. [...] En 1820, pour procurer une vraie joie aux habitants de Naples, ce n'est pas la constitution d'Espagne qu'il fallait leur donner, c'est mademoiselle Colbran qu'il fallait ôter." De plus, l'auteur est de l'opinion que tous les insuccès des opéras de Rossini sont dus au fait que la Colbran y chantait.
A l'inverse, le professeur et musicologue Giuseppe Radiciotti refute les critiques envers la chanteuse et indique qu'il n'y a aucune preuves autre que celles de Stendhal que la Colbran chantait faux dès 1816. Son triomphe à Naples continua jusqu'à 1821, date où le déclin de sa voix fut certainement du à la difficulté des rôles écrits pour elle par Rossini.
Un contemporain de la Colbran qui a suivi Isabella dès son arrivée à Paris en 1801, le compositeur français Ferdinand Hérold partage cet avis. Il affirme que le déclin vocal de la Colbran se manifeste dès 1814, mais que sa voix était encore "douce et sonore" à la fin de sa carrière en 1824.
En 1936, le chroniqueur Sebastiano Sani décrit la Colbran de la manière suivante dans son article L’esilio della Colbran (L'exil de la Colbran), tiré du journal Il Comune di Bologna : "Quand le public applaudissant dans les stalles lui manquait, elle avait besoin d’une cohorte d’admirateurs dans sa propre maison. Le nom qu’elle portait, la gloire de son mari, l’amour qu’elle aimait, ne lui suffisaient pas. C’était une femme insatisfaisante. Il avait le talent des dissipateurs, qui, plus ils en ont, plus ils inventent des fables et des caprices pour dépenser encore plus, et subordonnant tout à leur manie insatisfaite du luxe, de joie et de vanité." (traduit de l'italien)
On raconte qu'une enfant illégitime naît d'une alliance entre la Colbran et le juge de paix de Bologne, Annette Du Tilly Lefebvre, qui voit le jour dans des circonstances nébuleuses. Elle meurt officiellement des suites d'une maladie respiratoire en 1839 mais en 1879, plusieurs gens affirment voir Annette, errant dans les rues de Paris. Des enquêteurs s'occupent de l'affaire croyant d'abord à un coup monté. En 1880, Annette Du Tilly Lefebvre se rend à la gendarmerie de Naples. L'histoire éclate alors au grand jour : Isabella Colbran avait eu une liaison extraconjugale avec le juge de paix de Bologne de l'époque et décida de cacher sa naissance pour éviter le scandale.[réf. nécessaire]

### Fin de vie

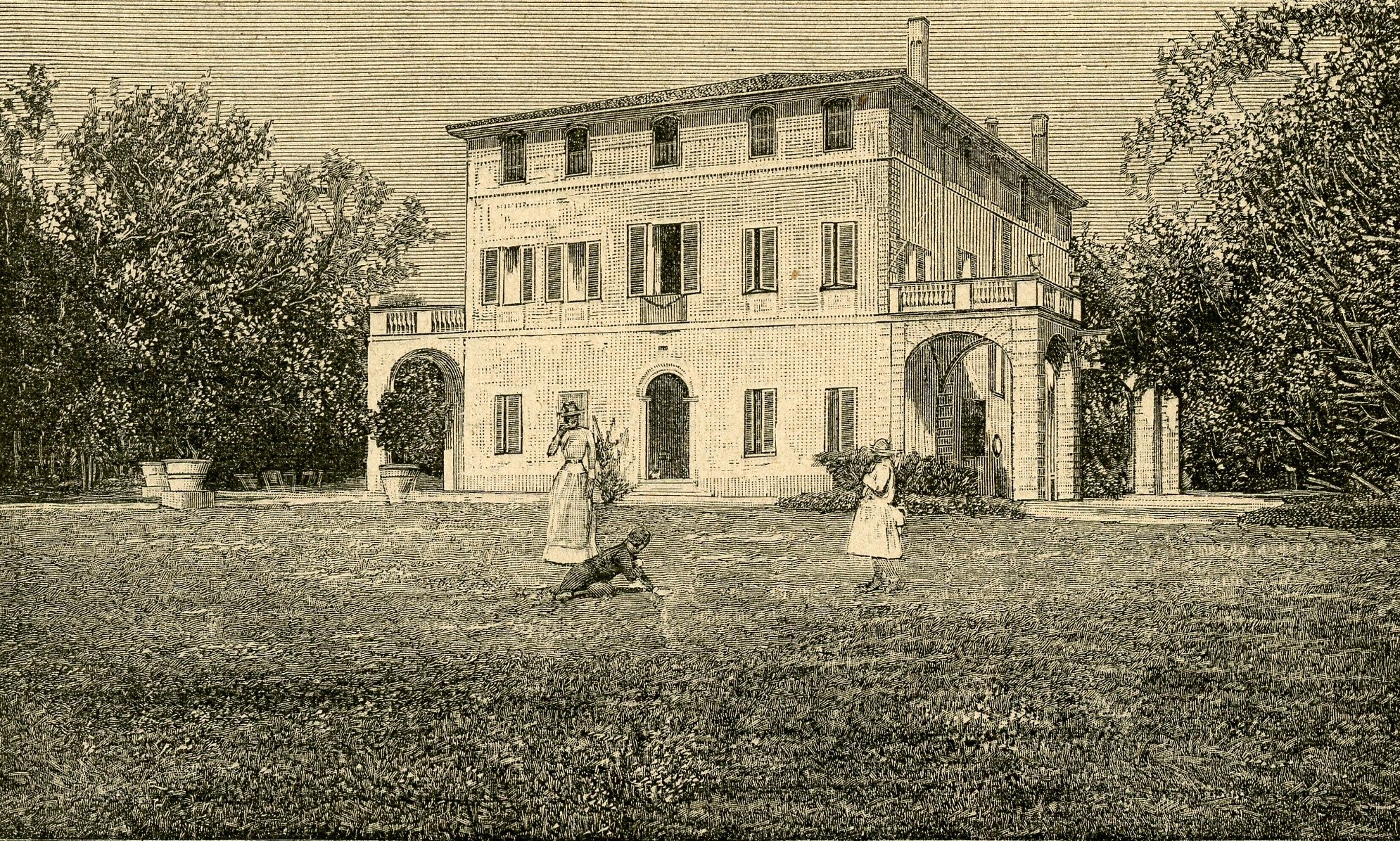
La villa Colbran, lieu de mort d'Isabella Colbran en 1845.

Restée seule en compagnie du père de Rossini, Giuseppe, Isabelle s'occupe à l'entretien du jardin de sa villa à Castenaso. Elle cherche à imiter les jardins de style napolitain. Il est dit qu'elle se consacre à des dépenses frénétiques pour rendre la villa somptueuse au désarroi de son beau-père. Celui-ci écrit à son fils : "Vous savez que votre dame est naturelle assez que moi : elle est toute grande dans sa pensée et moi je suis bien petit dans la mienne. Elle aime gaspiller et faire plaisir à ses flatteurs et j’aime profiter de ma tranquillité". Pour couronner le tout, la dépendance au jeu d'argent d’Isabella s’aggrave. Après la séparation officielle avec Rossini, Isabella Colbran demeure seule dans sa villa de Castenaso grâce à des allocations mensuelles de son ex-mari.
En octobre 1845, sentant sa mort approcher, Isabella Colbran appelle Gioacchino Rossini pour la dernière fois. Tous seuls dans la chambre de la Colbran, personne ne sait ce qu'ils se sont dits. Cependant, Rossini en sort pâle et défait, le visage parsemé de larmes. Il demande au personnel de la villa de faire tout leur possible pour répondre aux besoins et aux souhaits d'Isabella. Des amis proches de la Colbran déclarent qu’elle a aimé Rossini jusqu’à la mort.
Le 6 octobre 1845, Isabella expire son dernier souffle. Selon la légende, son dernier mot a été le nom de Rossini. Elle est inhumée au Cimetière monumental de la Chartreuse de Bologne ; son monument funéraire accueille également les parents de Rossini. Un an après sa mort, Rossini épouse sa maîtresse, Olympe Pélissier.
La villa Colbran est vendue en 1851 puis est détruite par des bombardements allemands lors de la Seconde Guerre Mondiale. De nos jours, les seuls vestiges sont les piliers de l’ancien portail d’entrée ainsi qu'un puit.

### Compositions
En tout, la Colbran a composé deux recueils de chant. A défaut d'être une grande source d'inspiration pour Rossini, il est probable qu'Isabella ai aussi contribué à l'écriture de certaines des oeuvres de son mari. Sur le manuscrit original de l'opéra rossinien Armida (1817), on peut lire la signature d’Isabella aux côtés de celle de son amant.

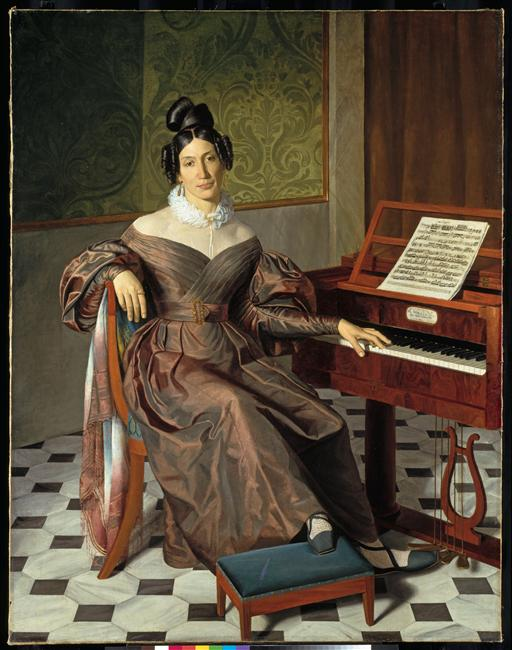
Isabella Colbran assise au piano (facteur autrichien Franz Werle) peint par Johann Baptiste Reiter en 1830.

#### Liste d'oeuvres
- Cavatina di partenza, 1804-1805 (Dedié à Gaetanl Marinelli and Girolamo Crescentini)
- Sei canzoncine ou petits airs italiens avec traduction française et accompagnement de piano ou harpe, 1805-1809 
  - Premier recueil (Dédicace à la Reine d'Espagne, Maria Luisa de Parme)
    - 1. Povero cor, tu palpiti
    - 2. Il piè s'allontana
    - 3. Benché ti sia crudel
    - 4. Per costume, o mio bel
    - 5. Vorrei che almen per gioco
    - 6. Chi sa qual core

  - Deuxième recueil (Dédicace à l'Impératrice de Russie, Louise de Baden)
    - 7. La speranza al cor mi dice
    - 8. Ad onta del fato
    - 9. T'intendo, sì, mio cor
    - 10. Ch'io mai vi possa lasciar d'amare
    - 11. Voi siete, o luci belle
    - 12. Mi lagnerò tacendo

  - Troisième recueil  (Dédicace à la Reine de Naples, Julie Clary)
    - 13. Ombre amene, amiche piante
    - 14. Quel cor che mi prometti
    - 15. Più bella aurora
    - 16. So che un sogno è la speranza
    - 17. Se son lontano
    - 18. Quel ruscelletto che l'onde chiare

  - Quatrième recueil  (Dédicace à Girolamo Crescentini)
    - 19. Placido zeffiretto
    - 20. Amo-te solo
    - 21. Vanne felice rio
    - 22. Vanne al mio sene
    - 23. Sempre più t'amo
    - 24. Voi siete o luci belle[27]

## Voix
Au vu de la difficulté des airs que Rossini lui écrit, il semble qu'elle avait une maîtrise parfaite des trilles et triolets, des sons liés et piqués, des roulades, gammes ascendantes et descendantes, ainsi que des sauts d'octave. Sa tessiture allait du sol2 au mi5 . Dans des jours de grande forme vocale, elle était capable d'atteindre le fa5 . Ayant bénéficiée d'une formation auprès de grands maîtres castrats, la Colbran leur emprunte cette technique particulière.
Sa vocalité a donné naissance à un type de rôles adaptés pour des sopranos dramatiques ou des mezzos dotées d'aigus faciles.

## Héritage

### Discographie
En 1985, la mezzo-soprano Patricia Adkins Chiti, engagée pour la reconnaissance des droits des femmes compositrices, sort un disque The Music of the Primadonnas chez Kicco Music. On peut y trouver un enregistrement de l'oeuvre T'intendo, sì, mio cor  extrait du deuxième recueil des Sei Canzoncine d'Isabella Colbran.
En 2009, la soprano américaine Joyce DiDonato consacre une disque à Isabella Colbran intitulé Colbran, the Muse. Sur son site, l'artiste décrit la Colbran comme étant "la suprême diva de son temps".
Produit en 2014 chez le label Tactus, l'album Isabella Colbran: Arie Italiane per voce e arpa avec Maria Chiara Pizzoli au chant et  Marianne Gubri à la harpe célèbre les compositions de la Colbran.
En 2023, le label Brilliant Classics sort un album consacré aux femmes compositrices du romantisme intitulé Boulevard Des Femmes Music For Soprano & Guitar By Female Composers avec Jesús Pineda à la guitare romantique et Cristina Bayón au chant.

### Représentations au cinéma et à la télévision
Dans le film Rossini (1942) de Mario Bonnard, le rôle d'Isabella Colbran est joué par Paola Barbara. La pièce explore la relation entre le célèbre compositeur et la femme derrière son art.
Dans le film Rossini! Rossini! (1991) de Mario Monicelli, le personnage de la Colbran est interprété par Jacqueline Bisset.

### Concerts
En 2011, le spécialiste de Rossini Sergio Ragni publie une rétrospective en deux volumes de l'oeuvre de la Colbran intitulé Isabella Colbran, Isabella Rossini. En février 2019, il participe à une conférence sur la cantatrice dans le cadre du projet UN À LA FOIS, POUR L’AMOUR DU CIEL ! Histoires de personnages à la cour de Rossini organisé par la Fondation Rossini de Pesaro.
En 2025, dans le cadre de la 3eme édition du Festival de Pentecôte à Malmaison de la Nouvelle Athènes Italiens et Italiennes entre Milan et Paris 1768 - 1830, Laura Granero, pianiste et Jeanne-Marie Lelièvre, mezzo-soprano rendent hommage à Isabella Colbran.